# Jules van Ogtrop
Julius Arnold (Jules) van Ogtrop (Amsterdam, 21 november 1919 − Huizen, 17 februari 2018) was een Nederlands bridger, publicist en bankier.

## Biografie
Van Ogtrop was telg uit het in het Nederland's Patriciaat opgenomen geslacht Van Ogtrop en zoon van bankier mr. Leonardus Franciscus Augustinus van Ogtrop (1877-1955) en Hélène van Kempen (1888-1976). Hij trouwde in 1947 met Joanna Elisabeth Francisca Maria (Annie) Wennen (1924-2014) met wie hij zes kinderen kreeg. Hij was decennialang lid van de Utrechtse bridgeclub Star en promoveerde in 1973 naar de Meesterklasse. In 1976 werd hij met Loekie Vehmeijer Nederlands kampioen gemengde paren. Hij schreef in het tijdschrift van de club maar publiceerde ook enkele bundels met bridgeverhalen die zeer positief ontvangen werden. Naast bridgeverhalen schreef hij ook gedichten.
Professioneel was Van Ogtrop bankier en bracht het tot (plaatsvervangend) voorzitter van de hoofddirectie en lid van de Raad van Bestuur van de Rabobank; per 1 september 1982 ging hij bij die laatste bank met pensioen. Hij was tevens bestuurslid van de Vereniging voor effectenhandel.
Drs. J.A. van Ogtrop, sinds 1982 Officier in de Orde van Oranje-Nassau, overleed in 2018 op 98-jarige leeftijd.